# باغ لوئیز
باغ لوئیز (لهستانی: Ogród Luizy) یک فیلم کمدی لهستانی به کارگردانی ماچئی ویتیشکو است که در سال ۲۰۰۷ منتشر شد.

## گزیدهٔ بازیگران

### اصلی
- پاتریتسیا سلیمان
- مارچین دوروچینسکی
- کینگا پرایس
- کشیشتف استروئینسکی
- ووادیسواف کووالسکی
- مارچین هیکنار

### مکمل یا فرعی
- لِـسواف ژورک
- ویتولد ویلینسکی
- یاتسک کاوتسکی
- میخاو پیلا
- وویچیخ اسکیبینسکی
- یاتسک لنارتوویچ
- کاژیمیش ویسوتا
- استانیسواف برودنی